# Bownessie
Cet article possède un paronyme, voir Bowness.
Bownessie ou Bow Nessie est une créature légendaire qui vivrait dans le lac Windermere en Angleterre. 

## Histoire

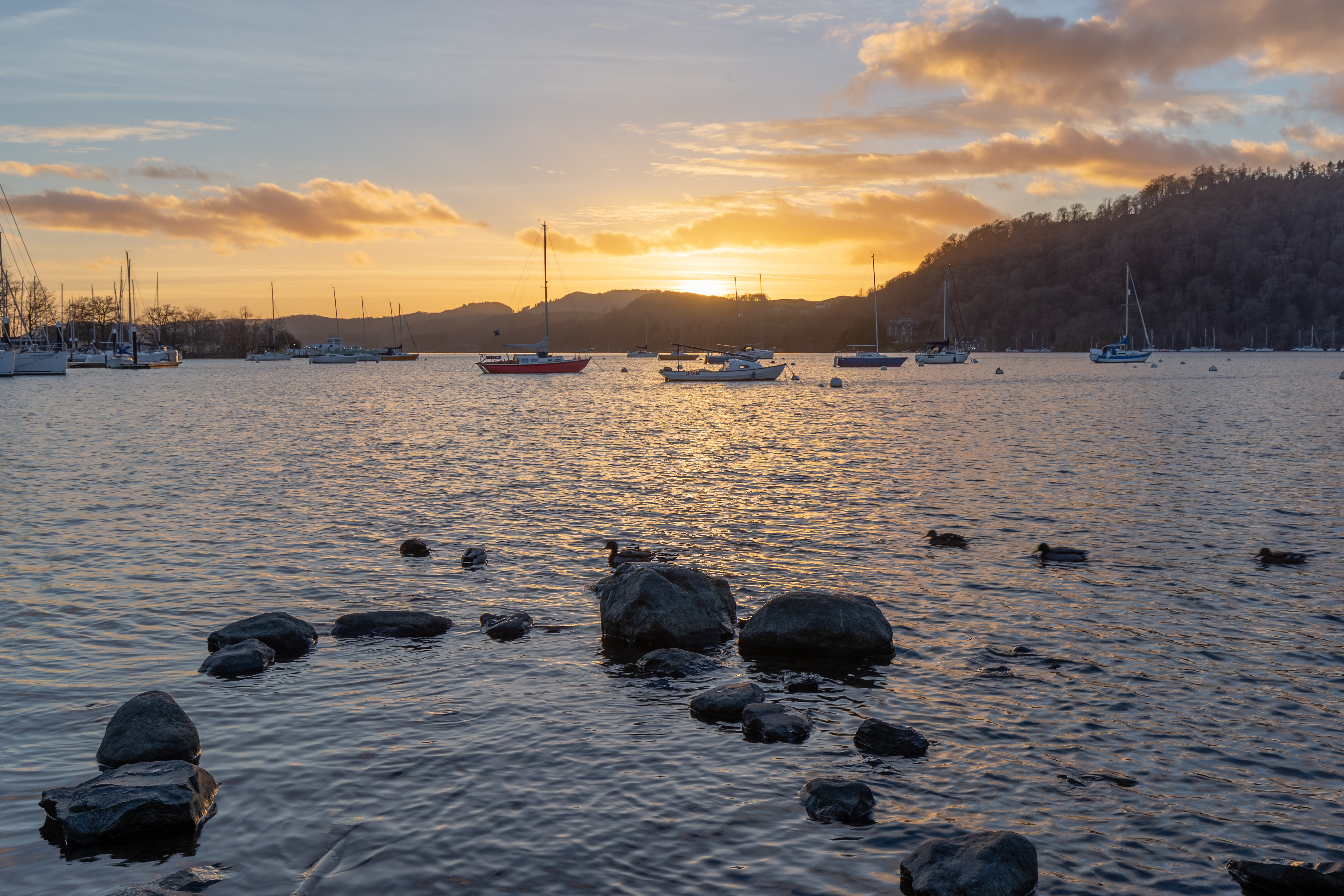
Le lac Windermere.

La créature ferait partie des monstres lacustres. 
Elle a été baptisée «Bownessie», en hommage a son célèbre « cousin » « vivant » dans un lac d'eau douce d'Écosse, le Monstre du Loch Ness, surnommé Nessie (parfois orthographié Nessy). Bownessie est, elle aussi, décrite comme ressemblant à un serpent de mer ou à un plésiosaure. 
À la suite de nouvelles affirmations de touristes en février 2011, le docteur Ian Winfield, du centre d'écologie et d'hydrologie de l’Université de Lancaster a déclaré : « Aucun poisson aussi grand que les descriptions que l’on nous a données ne pourrait vivre dans le lac Windermere », et il a précisé que « le lieu est sondé tous les mois et que rien de tel n'a jamais été trouvé».
Selon The Telegraph, cette nouvelle photo faite, du “monstre" correspond à la description qu’en avait fait Steve Burnip en 2006. 
À ce jour, neuf personnes ont donc affirmé avoir aperçu « Bownessie ».

### Articles
- Le cousin du monstre du Loch Ness photographié en Angleterre, commentaire de l'article de The Telegraph, Sud Ouest, 23 février 2011, (Consulté le 19 mars 2011).
- (en) New photo of 'English Nessie' hailed as best yet Article original de The Telegraph, 18 février 2011, (Consulté le 19 mars 2011).

### Livres
- A guide to the lakes in Cumberland, Westmorland and Lancashire par Thomas West